# Stanislao Solari
Stanislao Solari (Genova, 22 gennaio 1829 – Marore, 23 novembre 1906) è stato un militare e agronomo italiano.

## Biografia
Figlio di Domenico Solari e Anna Cambiasio. Studiò presso il Collegio della Marina di Genova.
Come Ufficiale della marina militare del Regno di Sardegna prese parte alle campagne militari che avrebbero portato all'Unità d'Italia tra il 1848 e il 1860, conseguendo varie onorificenze. Si dimise dalla Marina nel 1868, ritirandosi a vita privata; acquistò la villa Il Borgasso di Marore, nei pressi di Parma, e nella tenuta annessa si dedicò alla sperimentazione agraria.
Fu l'ideatore di un innovativo metodo di coltivazione razionale, basato sulla rotazione delle colture di leguminose, produttrici di azoto, e di cereali, che invece ne abbisognano (Azotofissazione).
Divulgò i risultati delle sue sperimentazioni attraverso numerose pubblicazioni. Animatore del movimento neofisiocratico cattolico, fondato sui dettami della dottrina economica sorta nel 1700, la Fisiocrazia, che affermava la libertà di diffusione dei beni e reputava la terra sola fonte di ricchezza.
Morì nel 1906 nella villa di Marore.

## Opere pubblicate
- 1878 Le idee di rustico campagnolo parmense, Genova, ed. Sambolino
- 1880 Otto anni di agricoltura nel Parmigiano, Genova, ed. Sambolino
- 1881 sproloqui di un villano intorno all'agricoltura italiana, Genova, ed. tip. del Movimento di T.P. Ricci
- 1885 Il progresso agrario nell'azoto di induzione, Parma, ed. Adorni
- 1890 L'azoto nell'economia e nella pratica agricola, Parma, ed. Battei
- 1892 Progresso dell'agricoltura nell'induzione dell'azoto, Parma, ed. Battei
- 1892 Economisti e sociologi di fronte all'agricoltura, Parma, ed. Adorni
- 1896 La fertilizzazione del suolo e la questione sociale, Parma, ed. Fiaccadori
- 1901 Nuova Fisiocrazia, Parma, ed. Fiaccadori
- 1902 Il diritto di proprietà, Treviso, ed. Buffetti
- 1906 Agricoltura vecchia, agricoltura nuova, Parma, ed. Fiaccadori